# Burg Neudahn
Die Ruine der Felsenburg Neudahn im südwestlichen Pfälzerwald (Rheinland-Pfalz) erhebt sich am Nordende eines langgestreckten Bergrückens nahe der Stadt Dahn. Der Kernbereich der Burg steht auf einem der Sandsteinfelsen, die für das Dahner Felsenland typisch sind.

## Geographie
Neudahn liegt zwei Kilometer nordwestlich von Dahn auf einem Felssporn, der den nördlichen Ausläufer des Kauert überdeckt, eines 314,9 m hohen Berges. Der Burgfelsen erstreckt sich auf 297 m Höhe, die Unterburg liegt etwas tiefer. Der Felssporn ragt zwischen die etwa 90 m tiefer gelegenen Täler der Lauter, die hier am Oberlauf Wieslauter genannt wird und östlich vorbeifließt, sowie ihres rechten Zuflusses Moosbach (westlich) hinein. Dieser ist unterhalb der Burg, kurz vor seiner Mündung in die Wieslauter, zu drei Woogen, dem Neudahner Weiher und zwei kleineren Weihern oberhalb, aufgestaut; die Stauseen dienten früher dazu, die Wasserversorgung einer Mühle zu sichern. An deren Stelle wird heute eine Gaststätte mit Biergarten betrieben.

## Geschichte
Der Name „Neudahn“ ist etwas verwirrend, weil die Burg älter ist als Grafendahn in der Dahner Burgengruppe, wenn auch jünger als Altdahn. Ihre Lage befähigte sie zu Schutz und Sperre der dort durch das Wieslautertal führenden Straße, wo heute nebeneinander die B 427 und die Wieslauterbahn verlaufen.
Wahrscheinlich wurde die Burg kurz vor 1240 im Auftrag des Bischofs von Speyer errichtet; denn dieser war von 1233 bis 1236 Konrad IV. von Dahn. Der ausführende Ministeriale war Heinrich von Dahn, der auch als Heinrich Mursel von Kropsberg belegt ist. Vermutlich erhielt er die Burg von Beginn an zu erblichem Lehen. Sein zweiter Name wie auch spätere Erbgänge deuten darauf hin, dass verwandtschaftliche Beziehungen in die Südpfalz – Kropsburg, Burrweiler – bestanden.
Erstmals genannt wurde die Burg am 3. Mai 1285 als Burg Than, wobei aus der Aufzählung der zugehörigen Güter in der Urkunde ersichtlich wird, dass es sich um Neudahn handeln muss.
Bereits hundert Jahre nach dem Bau der Burg starb Mursels Familie aus, und die Burg ging in den Besitz der verwandten Altdahner Linie über. Vermutlich im Vierherrenkrieg 1408 niedergebrannt und danach wieder aufgebaut, wurde die Anlage im Bauernkrieg 1525 erneut sehr stark mitgenommen. Da allerdings 1552 König Heinrich II. von Frankreich auf der Burg übernachtete, dürfte sie zuvor nochmals gründlich renoviert worden sein. Nachdem der letzte Dahner Ritter, Ludwig II., 1603 in seinem Schloss in Burrweiler verstorben war, fiel Neudahn an das Bistum Speyer zurück. Fortan diente die Burg dem bischöflichen Amtmann als Dienstsitz, bis französische Truppen sie 1689 zu Anfang des Pfälzischen Erbfolgekriegs endgültig zerstörten.
Heute präsentiert sie sich dem Besucher im Wesentlichen in derjenigen Gestalt, die sie in den Renovierungs- und Ausbauphasen der Zeit nach 1525 und nach der letzten Zerstörung angenommen hat.
Sicherungs- und Restaurierungsmaßnahmen fanden in den 1970er Jahren statt. Die Anlage wird betreut von der Generaldirektion Kulturelles Erbe Rheinland-Pfalz, Direktion Burgen, Schlösser, Altertümer, und zählt neben dem 10 km entfernten Berwartstein zu den am besten erhaltenen Burgen des südlichen Pfälzerwalds.

## Anlage

### Kernburg

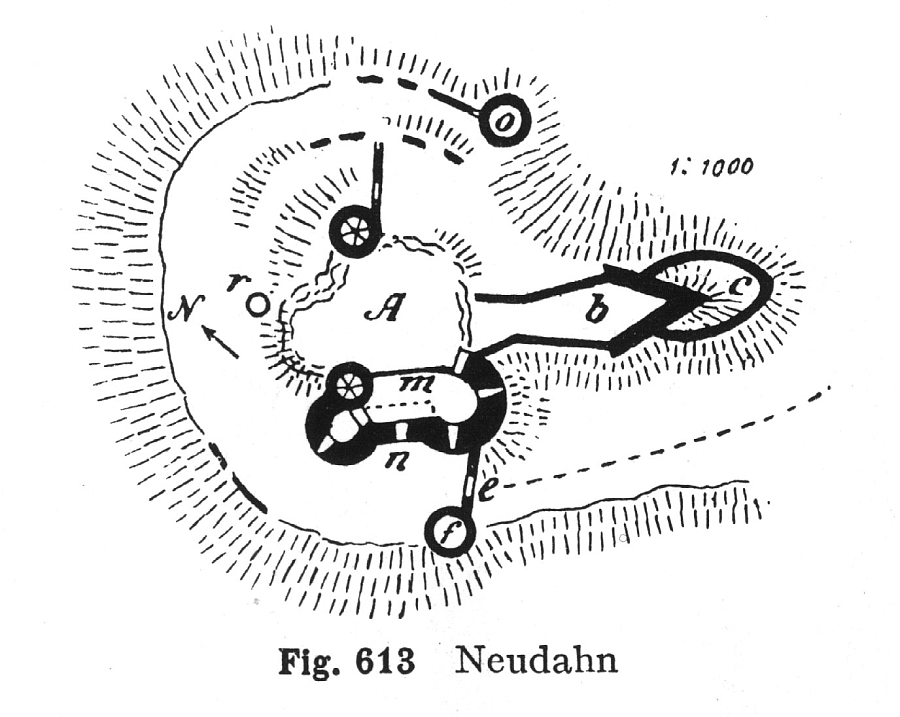
Plan der Burg (Norden links oben)

Von der ältesten – spätstaufischen – Burg sind auf dem senkrecht abgearbeiteten, knapp 20 m hohen Kernfelsen lediglich noch eine Zisterne am westlichen Ende und die südlichen Mauern des kleinen Palas mit Fenster- und Türanlagen zu finden. Am nordwestlichen Ende des Burgfelsens nach Süden hin lag ein spätmittelalterlicher Wohnbau, westlich davon ein Brunnen. Ein ehemals verputzter Treppenturm aus derselben Zeit, an der nordwestlichsten Kante des Burgfelsens, führt empor zur Oberburg. Der aktuelle Eingang im Erdgeschoss ist, wie bei vielen Burgen, wohl nicht authentisch und dürfte für heutige Besucher angelegt worden sein, wofür auch die Jahreszahl 1975 über dem Eingang spricht. Er liegt zudem außerhalb des inneren Burgtors. Die historische Eingangspforte ist an der Innenseite des Tors links daneben in größerer Höhe zu sehen.
Das beherrschende Bild der Burg liefern die beiden etwa 24 m hohen viergeschossigen Batterietürme an der südwestlich gegenüberliegenden Seite, die an den Felsen der Oberburg angelehnt sind. Sie stammen aus der ersten Hälfte des 16. Jahrhunderts und wurden über einen weiteren, nördlich gelegenen Treppenturm erschlossen. Der westliche durchmisst etwa 7 m, der östliche etwa 10 m, die Mauerstärke beträgt etwa 3 m. Zwei Geschützöffnungen (sogenannte Maulscharten) des südlichen Batterieturms sind in Form von Löwenfratzen deutlich aufwendiger gestaltet, bei den übrigen handelt es sich zumeist um brillenförmige Maulscharten.

Fotos
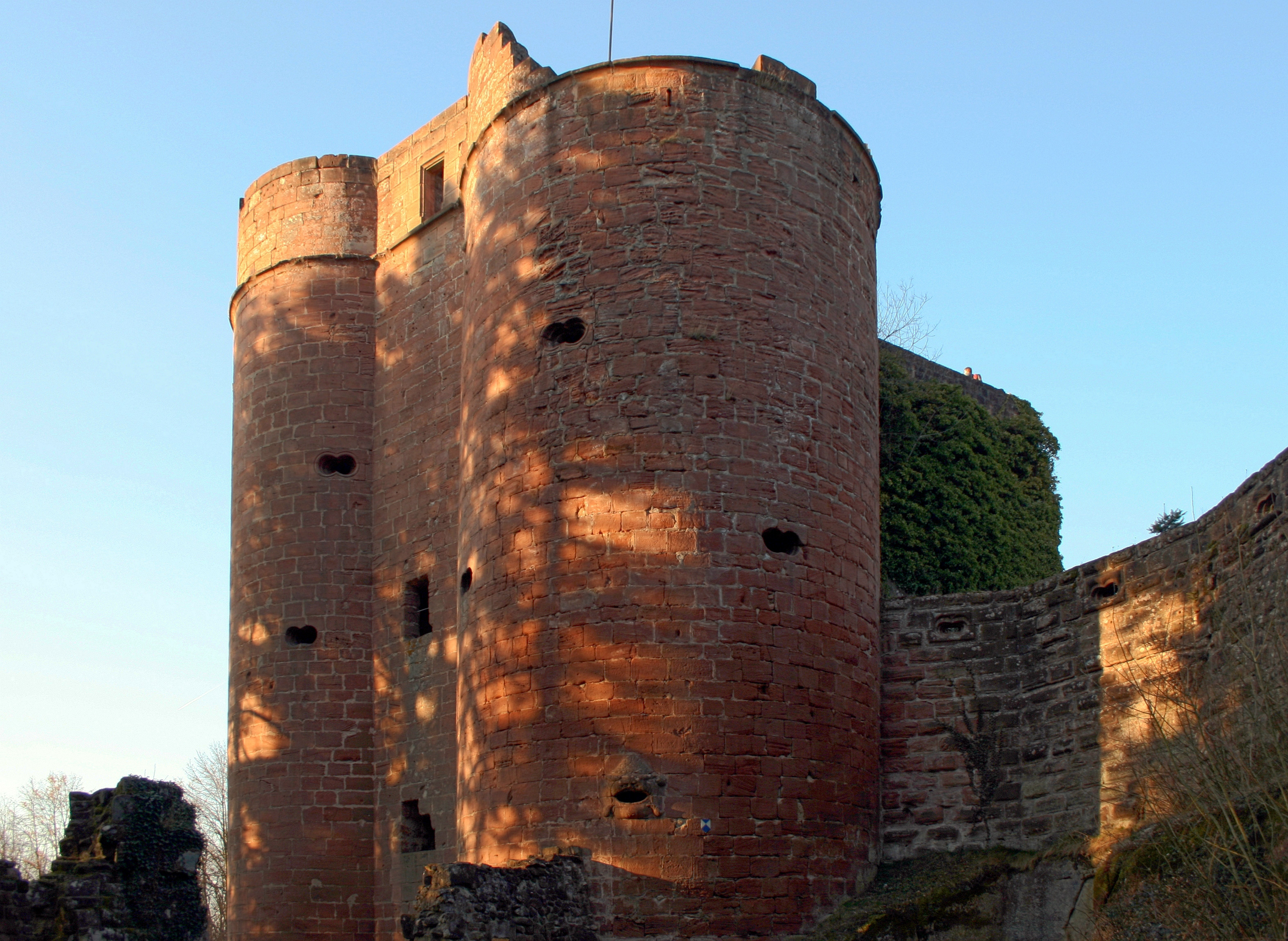
Äußeres Burgtor und die markanten Batterietürme
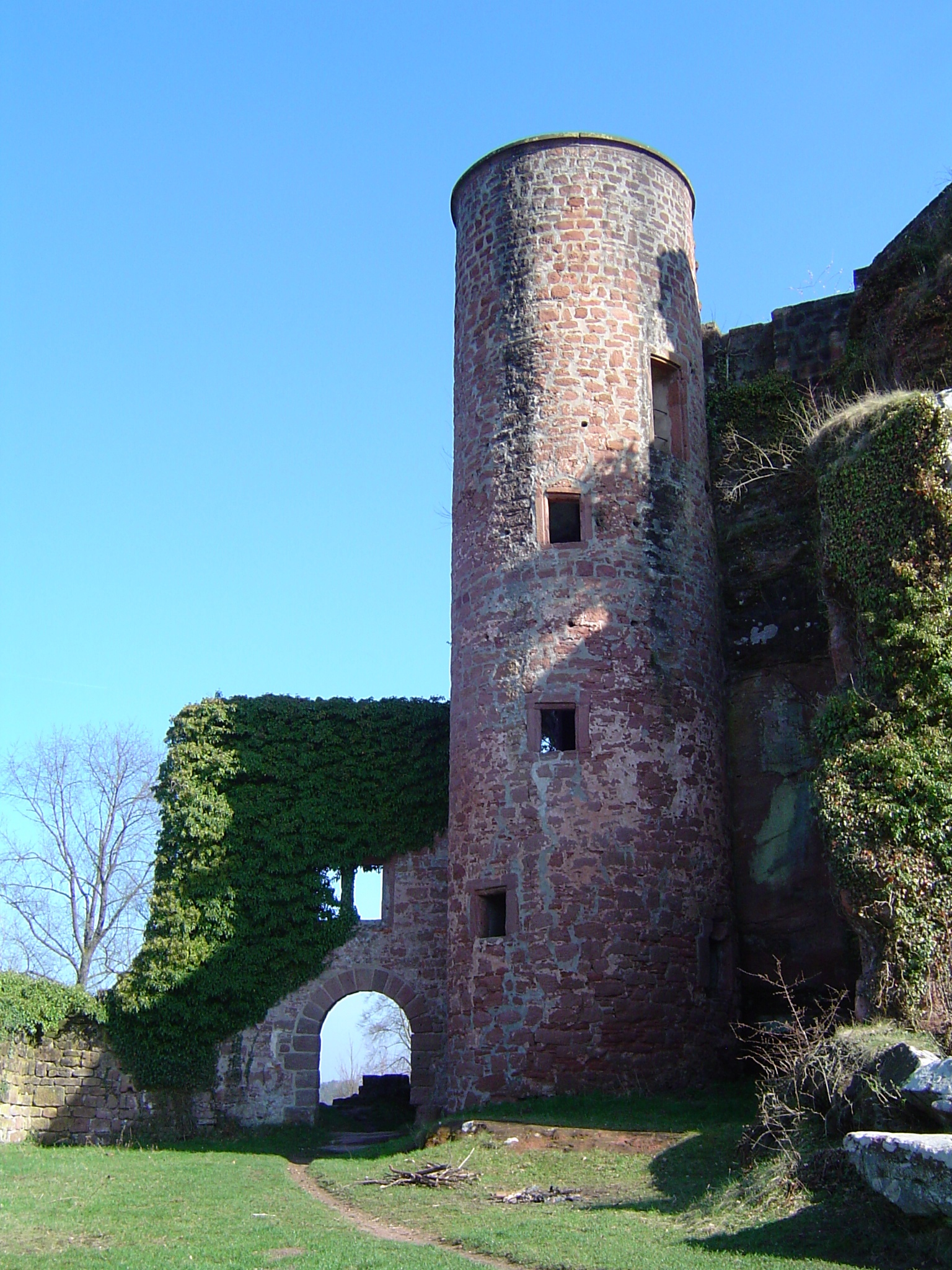
Inneres Burgtor mit Treppenturm
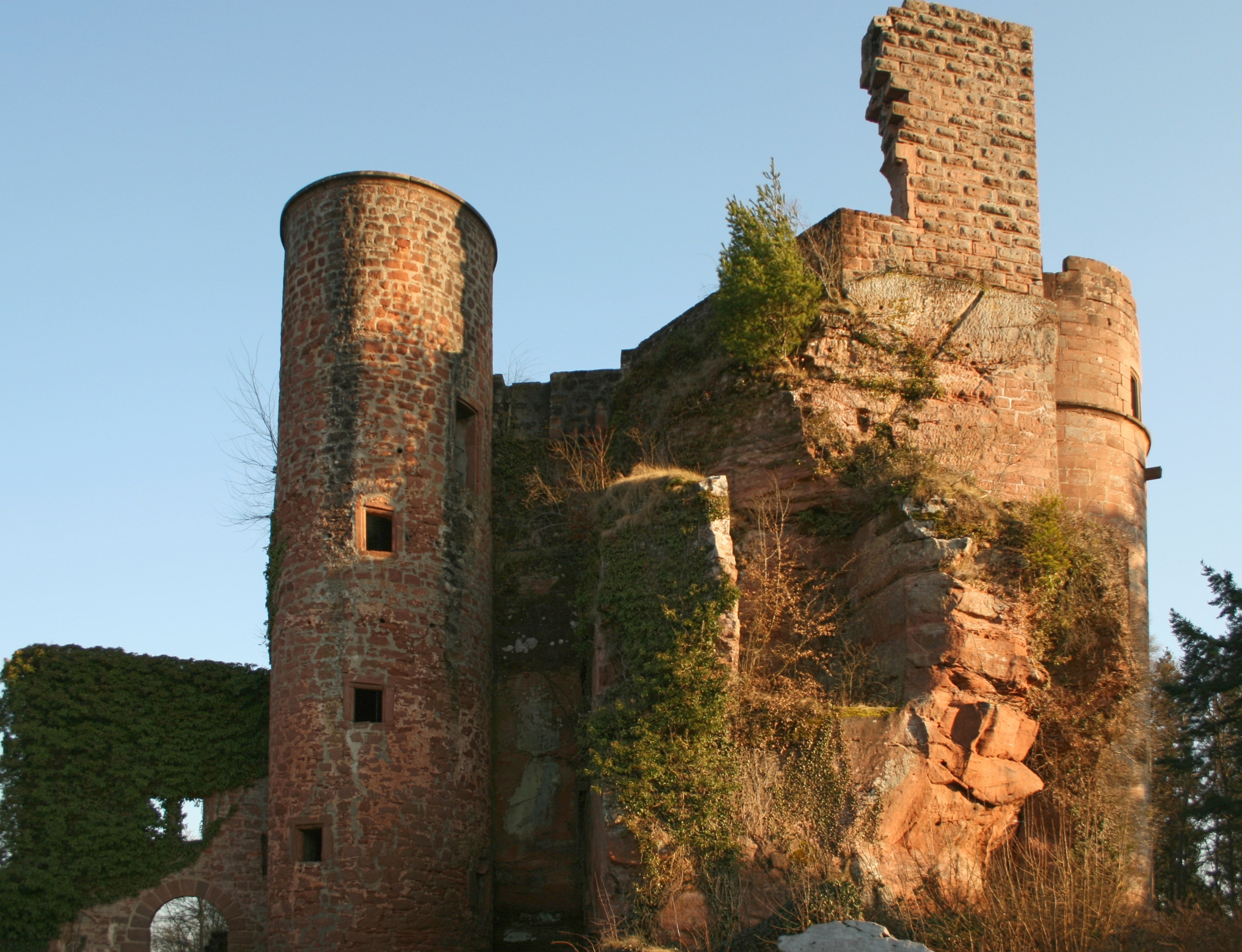
Nordseite mit Treppenturm und Resten von Wohnbauten
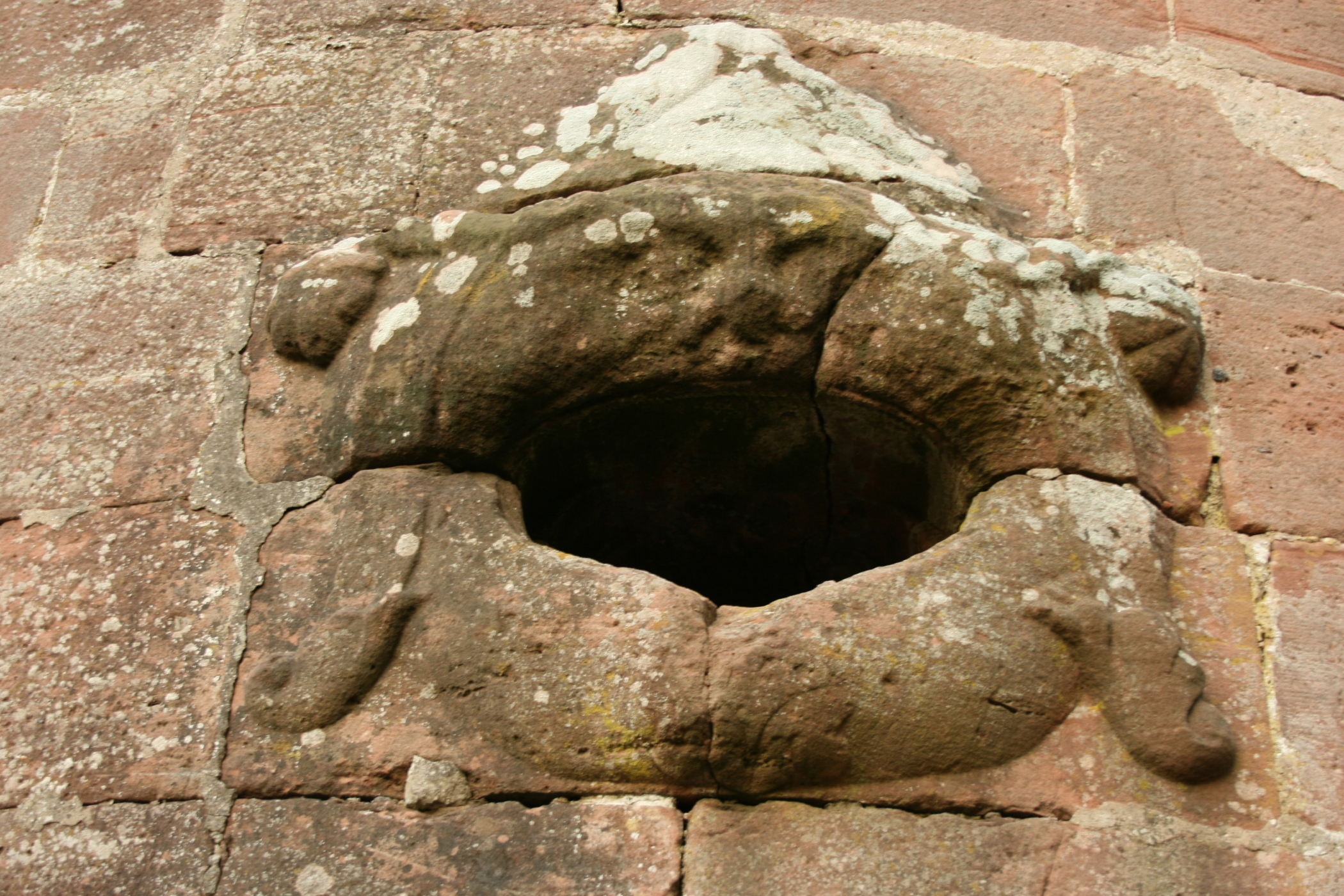
Geschützöffnung des südlichen Batterieturms

### Vorburg
Links von der ehemaligen Toranlage im Südosten sind noch Reste eines Turmes von 7 m Durchmesser zu finden. Von diesem Turm verlaufen nach Westen, dann nach Norden abknickende Teile einer starken Wehrmauer, die an der steilen Nord- und Nordostseite des Hanges völlig abgegangen ist. Sie führte zu dem Flankierungsturm an der Nordseite der Anlage.
Zur Fortsetzung des Burgbergs nach Ostsüdost hin wurde die Anlage durch eine keilförmige Bastion geschützt, die ebenfalls als „Erkennungszeichen“ von Neudahn gilt. Die Form sollte verhindern, dass Geschosse frontal aufprallten. Sie schützte die Oberburg an dem dort flacher verlaufenden Berghang. Die Bastion und die Geschütztürme zeigen, dass im ausgehenden Mittelalter wesentliche Umbauten an der Burg erfolgten und die Burgherren damit der Einführung von Feuerwaffen Rechnung trugen.